# Юлиано, Марк
Марк Юлиано (итал. Mark Iuliano; род. 12 августа 1973, Козенца) — итальянский футболист, защитник, в настоящее время тренер.

## Карьера

### Игровая
Марк начал свою карьеру в Салерно в команде «Салернитана», проведя два сезона, он очень высоко зарекомендовал себя. Затем наступила самая важная часть его карьеры — переход в туринский «Ювентус». За 9 лет в Турине он выиграл практически всё, кроме Лиги чемпионов УЕФА. В сезоне 2005/06 он покинул «Юве» и присоединился сначала к «Мальорке», затем к «Сампдории», но на такой уровень игры, как в «Ювентусе», Марк так и не вышел. 31 августа 2006 года он перешёл в «Мессину», отыграв полтора сезона, зимой 2008 года отправился в «Равенну». Играя за этот клуб, Юлиано оказался вовлеченным в скандал, связанный с тем, что тест на допинг дал положительный результат — Марк Юлиано употреблял кокаин. По решению Федерации футбола Италии срок дисквалификации составил два года. Однако позднее этот срок сократили до двух месяцев.

### Тренерская
25 апреля 2018 года вошёл в тренерский штаб «Удинезе», став помощником Игора Тудора.

## Награды и достижения
- Вице-чемпион Европы 2000
- Чемпион Серии А — 1996/97, 1997/98, 2001/02, 2002/03 (а также 2004/05 — аннулировано)
- Обладатель Суперкубка Италии — 1996/97, 2001/02, 2002/03
- Обладатель Суперкубка Европы — 1995/96
- Обладатель Межконтинентального кубка 1996 года